# 灰顶雀百灵
灰顶雀百灵（学名：Eremopterix griseus），是百灵科雀百灵属的一种，分布于印度、斯里兰卡、孟加拉国、尼泊尔和巴基斯坦。该物种的保护状况被评为无危。
灰顶雀百灵的平均体重约为16.0克。栖息地包括干燥的稀树草原、亚热带或热带的（低地）干燥疏灌丛和亚热带或热带的（低地）干草原。